# ماتیاس هیوز
ماتیاس هیوز (انگلیسی: Matthias Hues) بازیگر، تهیه‌کننده فیلم، رزمی‌کار تکواندو، مربی آمادگی جسمانی و تمرین بدنی آلمانی‌الاصل اهل ایالات متحده آمریکا است. او معمولاً در فیلم‌های درجه ب نقش شخصیت‌های شرور جنگجوی غول‌پیکر و عضلانی را بازی کرده است.
از فیلم‌ها یا مجموعه‌های تلویزیونی که وی در آن‌ها نقش داشته است، می‌توان به نه عقب‌نشینی، نه تسلیم ۲ اشاره نمود.